# Epomophorus crypturus
Epomophorus crypturus är ett däggdjur i familjen flyghundar som beskrevs av Peters 1852. Populationen räknas ibland till arten Epomophorus gambianus. Nyare verk som Mammal Species of the World och IUCN listar den som god art.

## Utseende
Artens päls är ljusbrun och vid buken är den lite ljusare. Epomophorus crypturus väger ungefär 100 g och hannar är större än honor. Dessutom har hannar tofsar av vita hår på axlarna som påminner om epåletter. Tofsarna kan gömmas i ett organ som liknar en påse. Bredvid varje öra finns en vit fläck. Kroppslängden med svans är för hannar cirka 15 cm och för honor ungefär 12 cm. Arten har 7,6 till 8,6 cm långa underarmar och en vingspann av 45 till 50 cm. Pälsfärgen på ovan- och undersidan varierar mellan brun, ljusbrun och vitaktig.
Epomophorus crypturus har ovala öron och näsborrarna är riktade mot utsidan. På näsans framsida finns därför plats för en trekantig fördjupning. Vid bakfoten är stortån kortare och lilltån bara lite kortare än de andra tre tårna. De är delvis sammanlänkade med hud och de bär några styva hår. Alla tår är utrustade med spetsiga klor. På ryggen har den täta och ulliga pälsen lite längre hår än på undersidan. Vid halsen framsida är håren ännu längre och de bildar en krage. På vingarnas ovansida förekommer några ställen med hårtofsar. Ögonens färg skiftar från gråbrun till rödbrun under individens liv. I överkäken är framtänderna och hörntänderna lite böjda mot insidan. På gommen förekommer fem odelade och tvärliggande åsar, längre bak två åsar med en klaff i mitten och ännu längre bak två linjer med knölar.

## Utbredning
Denna flyghund förekommer i sydöstra Afrika från östra Angola och södra Tanzania till sydöstra Sydafrika. Arten vistas vanligen i kulliga områden och låga bergstrakter upp till 1500 meter över havet. Ibland når den 2185 meter över havet. Habitatet utgörs främst av galleriskogar och trädansamlingar i savannen. Ibland uppsöks stadsparker.

## Ekologi
Epomophorus crypturus hämtar sin föda från fruktträd. Individerna vilar i flockar eller i mindre kolonier i trädens kronor. Honor kan para sig hela året men de flesta ungar föds under september vid början av regntiden. En kull har en eller två ungar. I kolonierna håller individerna lite avstånd från varandra. Arten fördrar mjuka frukter men den kan öppna hårda frukter med klorna. Fasta delar av frukten som inte äts faller till marken.
När individerna hämtar födan från fruktodlingar bekämpas de ibland som skadedjur. Allmänt är arten inte hotad och den listas av IUCN som livskraftig (LC).